# Titularbistum Medaba
Medaba ist ein Titularbistum der römisch-katholischen Kirche.
Es geht zurück auf einen untergegangenen Bischofssitz in der gleichnamigen antiken Stadt (heute Madaba), die in der römischen Provinz Arabia Petraea (im heutigen Jordanien) lag. Das Bistum war als Suffraganbistum der Kirchenprovinz Bostra zugeordnet.
| Titularbischöfe von Medaba |                                              |                                                                                                |                  |                   |
| Nr.                        | Name                                         | Amt                                                                                            | von              | bis               |
| 1                          | Károly Gombos                                | ernannter Weihbischof in Kalocsa (Volksrepublik Ungarn) (vor der Bischofsweihe zurückgetreten) | 8. November 1948 | 12. November 1982 |
| 2                          | Maroun Lahham Titularerzbischof pro hac vice | Weihbischof in Jerusalem (Palästinensische Autonomiegebiete, Israel, Jordanien und Zypern)     | 19. Januar 2012  |                   |